# サイボーグ (映画)
『サイボーグ』（Cyborg）は、1989年に公開されたアメリカ映画。
ジャン＝クロード・ヴァン・ダム主演のSFとマカロニウエスタン回帰をベースにしたアクション映画となっている。
続編として『サイボーグ2』（アンジェリーナ・ジョリーの映画初主演作でもある）と『サイボーグ3』の2本が制作されたが、何れもヴァン・ダムは出演していない。

## あらすじ
舞台は疫病、戦争により文明が崩壊した世界。飢餓や暴力が支配し、ペスト（疫病）が襲う荒廃した近未来アメリカで、研究所の女性パールはアトランタにある疫病治療用の電子チップを受けとるため、後頭部に情報をインプットするサイボーグとなり、アトランタへ向かった。途中、世界制覇の野望を持つフェンダー率いる殺人軍団に襲われ、その時、戦士ギブソンに助けられる。ギブソンは旅の用心棒として雇われ恋に落ちた彼女をフェンダーに殺された過去を持ち、憎き敵フェンダーを倒す機会を待っていた。パールから話を聞き一緒にアトランタに来て欲しいと頼まれる。と、その時、フェンダーの仲間が襲いギブソンは不意打ちを食らい、パールはフェンダーに拉致されてしまう。生きていたギブソンは、フェンダー軍団に襲われ唯一の生き残った村の女ナディに出会い、フェンダーの後を追う。最後の方では豪雨と雷鳴がなり稲妻が走る廃墟と化したアトランタの市街でギブソンと宿敵フェンダーとの死闘が繰り広げられる。

## キャスト
| 役名                       | 俳優                             | 日本語吹替 | 日本語吹替   | 日本語吹替 |
| 役名                       | 俳優                             | VHS版      | テレビ朝日版 |            |
| -------------------------- | -------------------------------- | ---------- | ------------ | ---------- |
| ギブソン・リッケンバッカー | ジャン＝クロード・ヴァン・ダム   | 池田秀一   | 大塚芳忠     |            |
| ナディ・シモンズ           | デボラ・リッチャー               | 玉川砂記子 | 坂本千夏     |            |
| フェンダー・トレモロ       | ヴィンセント・クライン           | 麦人       | 大友龍三郎   |            |
| マーシャル・ストラット     | アレックス・ダニエルズ           | 大滝進矢   | 小室正幸     |            |
| パール・プロフィット       | デイル・ハドン                   | 土井美加   | 一柳みる     |            |
| メアリー                   | テリー・バトソン                 | 松井菜桜子 | 佐々木優子   |            |
| ハリー                     | ハリー・ピーターソン             | 水谷優子   |              |            |
| 幼い頃のハリー             | クリスティーナ・セバスチャン     | 水谷優子   |              |            |
| ローランド                 | ジム・クリーチ                   |            | 池田勝       |            |
| ファーマン・ヴクス         | ブレーズ・ロング                 |            |              |            |
| ブリック・バルドー         | ラルフ・メラー                   |            |              |            |
| タイタス                   | ジャクソン・“ロック”・ピンクニー |            |              |            |

- テレビ朝日版：初回放送1991年3月24日『日曜洋画劇場』

翻訳：たかしまちせこ、演出：壺井正、調整：高橋久義、効果：PAG、選曲：東上別符精、制作：グロービジョン